# Hugues de Flavigny
 (septembre 2022).
Hugues de Flavigny, né probablement à Verdun vers 1064 et mort avant le milieu du XIIe siècle, est un moine bénédictin impliqué dans la querelle des investitures qui oppose la papauté au Saint-Empire romain germanique. D'abord favorable au pape, il rejoint ensuite le parti de l'empereur. Également historien, Hugues est l'auteur d'une Chronique allant de l'époque du Christ à l'an 1112.

## Biographie
Issu d'une famille aristocratique (il affirme descendre de l'empereur Otton III), Hugues de Flavigny reçoit son éducation à l'abbaye Saint-Vanne de Verdun, où il prend ensuite l'habit de bénédictin. Comme Thierry, l'évêque de Verdun, soutient l'empereur Henri IV du Saint-Empire et l'antipape Clément III, l'abbé de Saint-Vannes, resté partisan du pape, est forcé de quitter le monastère. Il se dirige vers l'abbaye Saint-Bénigne à Dijon, suivi par la quasi-totalité de ses moines, dont Hugues. Arrivé à Dijon, il prononce ses vœux devant l'abbé Jarenton, fervent partisan et ami du pape Grégoire VII. L'abbé accorde rapidement sa confiance à Hugues, de même que l'archevêque de Lyon, Hugues de Die.
En 1096, en dépit de sa jeunesse, Hugues est élu abbé de Flavigny. Il est bientôt impliqué dans plusieurs conflits, non seulement avec son évêque diocésain d'Autun, mais également avec ses propres moines, qui veulent prendre le parti du pape par tous les moyens possibles, même malhonnêtes. À cause de ces divergences, il doit s'enfuir de l'abbaye à deux reprises et finalement abdiquer. Le concile de Valence de 1100 le remet en place. Ces expériences amères l'amènent graduellement à changer complètement d'opinion à propos de la querelle des investitures. Autrefois partisan zélé de la papauté, il en devient un adversaire farouche. Il pousse cette opposition au point d'accepter la charge d'abbé de Saint-Vanne des mains de l'évêque de Verdun, partisan de l'empereur, après que l'abbé précédent, partisan du pape, ait été illégalement dépossédé de sa charge. Néanmoins, il ne parvient à se maintenir à cette position qu'entre 1111 et 1114, après quoi il semble qu'il ait vécu dans un isolement des plus stricts en tant que simple moine.

## Œuvre
Dès son séjour à Dijon, probablement à la demande de l'abbé Jarenton et de l'archévêque de Lyon, Hugues de Flavigny commença à écrire une chronique latine, en deux volumes, portant sur l'histoire du monde depuis la naissance du Christ jusqu'à l'époque d'Hugues (Chronicon Virdunense seu Flaviniacense). Le premier volume, allant jusqu'à l'an 1002, est plus à considérer comme une compilation générique dont l'intérêt réside surtout dans le fait qu'elle se base sur des écrits qui ont disparu de nos jours. Le deuxième volume, couvrant la période de 1002 à 1112, apporte beaucoup d'informations concernant l'histoire de la Lorraine ainsi que sur l'histoire ecclésiastique de France.
D'une grande érudition, Hugues rassemble un grand nombre de sources. Privilégiant en général la forme annalistique, il la remplace par une narration complète et détaillée lorsque les évènements rapportés s'y prêtent. De cette manière, il rédige les Acta Gregorii VII (biographie du pape Grégoire VII), les Series Abbatum Flaviniacensium (à propos de ses prédécesseurs à l'abbaye de Flavigny) ainsi que la Vita beati Richardi, abbatis S. Vitori et la Vita S. Magdalvei (des hagiographies). Son récit de l'élection du pape Victor III est un chef-d'œuvre du genre pour cette période.